# Römischer Ritus
Als römischer Ritus wird die seit der Spätantike in Rom gefeierte Liturgie bezeichnet, die heilige Messe, die Feier der Sakramente und Sakramentalien sowie die Feier des Stundengebets, der Feste und geprägten Zeiten der lateinischen Kirche, der größten Teilkirche innerhalb der römisch-katholischen Kirche. Ebenfalls als römisch wird das zur Messfeier gehörige Messbuch (Missale Romanum) bzw. die Ritusbücher (Pontificale Romanum, Rituale Romanum, Ordines Romani) und das Stundenbuch (siehe auch Brevier) bezeichnet. Die nachstehenden Ausführungen beziehen sich hauptsächlich auf die Feier der heiligen Messe im römischen Ritus.

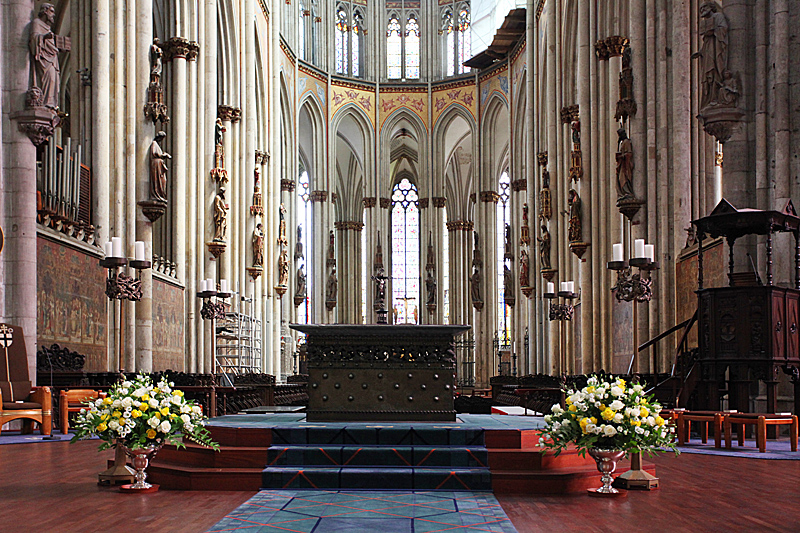
Vierungsaltar im Kölner Dom zur Feier der heiligen Messe in der ordentlichen Form (forma ordinaria).

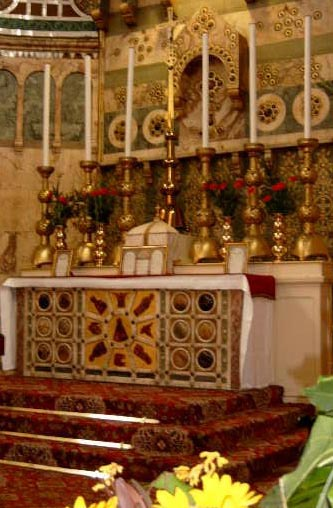
Hochaltar mit Tabernakel zur Feier der heiligen Messe in der außerordentlichen Form (forma extraordinaria).

## Geschichte
Der römische Ritus wurde anfangs nur in Rom gefeiert. Im Laufe der Jahrhunderte hat sich der römische Ritus auch in den Ländern verbreitet, die sich auf den Papst als Oberhaupt der Kirche bezogen. Daneben entstanden aber auch lokale Traditionen (z. B. in Frankreich: gallikanischer Ritus, der ambrosianische Ritus in Mailand, in England: Sarum-Usus, entstanden in Salisbury).

### Frühes Christentum
Es ist unklar, wann genau Griechisch als Liturgiesprache abgeschafft und Latein anstelle der griechischen Sprache eingeführt wurde. Papst Viktor I. (190–202) könnte der erste Papst gewesen sein, der in Rom die heilige Messe in lateinischer Sprache feierte. Vermutlich fand der Wechsel der Liturgiesprache nach und nach statt, und beide Sprachen wurden eine Weile nebeneinander verwendet.
Vor dem Pontifikat Gregors des Großen (590–604) gab es viele Änderungen des römischen Ritus, inbegriffen eine „komplette Umgestaltung des Kanons“. Unter Papst Gregor fand eine grundsätzliche Überarbeitung des Ritus statt, die „vieles entfernte, ein wenig änderte, einiges hinzufügte“.

### Mittelalter
Gegen Ende des achten Jahrhunderts befahl Karl der Große die Verwendung des römischen Messritus in seinem Herrschaftsbereich. Nördlich der Alpen wurden einige Elemente des vorher verwendeten gallikanischen Ritus mit dem römischen Ritus verbunden. Unter dem Einfluss der Nachfolger Karls des Großen wurde dieser römisch-fränkische Mischritus später in Rom eingeführt und somit für die lateinische Kirche maßgeblich.

### Liturgiereform gemäß dem Beschluss des Konzils von Trient
Die Reformation kritisierte nicht nur vorhandene gottesdienstliche Missbräuche, sondern bestritt auch die überlieferte katholische Lehre vom Messopfer der Eucharistie. Beides machte aus Sicht der Konzilsväter des Konzils von Trient (1545–1563) eine Vereinheitlichung der Liturgie erforderlich, um die Gültigkeit und die Würde der Feiern zu sichern. Aus Zeitgründen übertrug das Konzil die Erstellung und Veröffentlichung der reformierten liturgischen Bücher dem Papst in Rom. Gemäß dem Beschluss des Konzils von Trient wurden in den folgenden Jahrzehnten alle gottesdienstlichen Bücher revidiert und amtlich veröffentlicht. Unter Papst Pius V. erschien 1570 das Messbuch unter dem Titel Missale Romanum (vormals: Missale secundum consuetudinem Romane Curie). Für diesen Druck wurden, so die Bulle Quo primum tempore, die ältesten damals verfügbaren Handschriften und Messbücher herangezogen, um Verformungen zu beseitigen und um eine möglichst traditionstreue Fassung aus der Zeit vor den Unruhen der Reformation wiederherzustellen (restituere). Tatsächlich handelt es sich hierbei lediglich um eine Überarbeitung des Missale curiae, des Messbuchs der Römischen Kurie, von dem zwischen 1474 und 1570 etwa 300 Ausgaben gedruckt worden waren. Das Missale Romanum Pius’ V. wurde in der ganzen (abendländischen) Kirche für verbindlich erklärt, nur Bistümer und Orden, die seit wenigstens zwei Jahrhunderten eine eigene Diözesan- oder Ordensliturgie besaßen, durften ihre besonderen gottesdienstlichen Bücher weiterhin verwenden. Auch Übersetzungen in verschiedene Landessprachen blieben erhalten (altslawischer Ritus) oder wurden in der Folgezeit erstmals genehmigt (z. B. in das Persische, Äthiopische und Chinesische). Mit und nach dem Konzil von Trient setzte sich im katholischen Kirchenbau seit dem 16. Jahrhundert die pastoral motivierte Regel durch, den Gläubigen die unbehinderte Sicht auf das liturgische Geschehen am Hauptaltar zu ermöglichen (z. B. durch Entfernung vorhandener Lettner). Der sich im 20. Jahrhundert verbreitende sogenannte Volksaltar steht in dieser Tradition.
Die Liturgiereform des Tridentinums unterscheidet sich von der des 20. Jahrhunderts somit vor allem durch ihren geringen Umfang sowie weniger fortgeschrittene liturgiegeschichtliche Kenntnisse, besonders über den Gottesdienst der Alten Kirche und der Ostkirchen. Die liturgischen Bücher wurden von den nachfolgenden Päpsten mehrfach revidiert und verbessert und teilweise an die Erfordernisse der jeweiligen Zeit angepasst. Bedeutende Änderungen des Missale Romanum vor dem Zweiten Vatikanischen Konzil waren die unter Papst Pius XII. (1939–1958) durchgeführte Neuordnung der Liturgie der Osternacht und der Heiligen Woche sowie die durch Papst Johannes XXIII. (1958–1963) vorgenommene Veröffentlichung des unter Pius XII. vorbereiteten Codex Rubricarum. Auf dieser Grundlage beruht die Editio typica des Missale Romanum von 1962 (siehe auch: Tridentinische Messe). Mit dem Motu proprio „Rubricarum Instructum“ schrieb Papst Johannes XXIII. die ausschließliche Verwendung dieses neugestalteten Missale Romanum vor und setzte die früheren Rubricae generales des Missale Romanum mit Wirkung vom 1. Januar 1961 außer Kraft. Dabei widerrief er ausdrücklich jegliche entgegenstehenden Privilegien, Indulte und Bräuche „etiam saecularia et immemorabilia“, das heißt, „auch wenn seit Jahrhunderten oder seit unvordenklichen Zeiten bestehend“.
Eine stärker werdende liturgische Erneuerungsbewegung, die im 19. Jahrhundert ihren Anfang nahm, forderte jedoch tiefergreifende Reformen. Diese wurden erst durch das Zweite Vatikanische Konzil möglich (s. u.).

### Liturgiereform gemäß dem Beschluss des Zweiten Vatikanischen Konzils
Am 4. Dezember 1963 verkündet das Zweite Vatikanische Konzil in seiner Konstitution über die heilige Liturgie (Sacrosanctum Concilium):

„Der Mess-Ordo soll so überarbeitet werden, dass der eigentliche Sinn der einzelnen Teile und ihr wechselseitiger Zusammenhang deutlicher hervortreten und die fromme und tätige Teilnahme der Gläubigen erleichtert werde. Deshalb sollen die Riten unter treulicher Wahrung ihrer Substanz einfacher werden. Was im Lauf der Zeit verdoppelt oder weniger glücklich eingefügt wurde, soll wegfallen. Einiges dagegen, was durch die Ungunst der Zeit verlorengegangen ist, soll, soweit es angebracht oder nötig erscheint, nach der altehrwürdigen Norm der Väter wiederhergestellt werden. Auf dass den Gläubigen der Tisch des Gotteswortes reicher bereitet werde, soll die Schatzkammer der Bibel weiter aufgetan werden, so dass innerhalb einer bestimmten Anzahl von Jahren die wichtigsten Teile der Heiligen Schrift dem Volk vorgetragen werden.“

Fast alle im Konzil versammelten Bischöfe erachteten eine Liturgiereform als dringend notwendig. Die wohl augenscheinlichsten Änderungen durch die Liturgiereform sind die Möglichkeit, die Messe anstatt wie bisher nur in Latein nun allgemein in der Volkssprache zu feiern, und der Wunsch nach tätiger und bewusster Teilnahme der Laien an der Liturgie.
Papst Paul VI. ordnete nach dem Konzil die Umsetzung der Liturgiekonstitution und damit die Herausgabe eines neuen Messbuchs an. Er promulgierte am Gründonnerstag 1969 die Veröffentlichung einer neuen Ausgabe des Römischen Messbuchs, die 1970 erschien und die Editio typica Johannes’ XXIII. von 1962 und den Ordo missae von 1965 ersetzte. In der Apostolischen Konstitution „Missale Romanum“ erklärte Paul VI.:

„Unsere Anordnungen und Vorschriften sollen jetzt und in Zukunft gültig und rechtskräftig sein, unter Aufhebung jedweder entgegenstehender Konstitutionen und Verordnungen Unserer Vorgänger sowie aller übrigen Anweisungen, welcher Art sie auch seien.“

Seither benutzt der römische Ritus mehrere Eucharistische Hochgebete neben dem überlieferten Römischen Messkanon, dessen Text nur überarbeitet wurde. Paul VI. redigierte überdies die Wandlungsworte, die einheitlich für jede gültige Messfeier vorgeschrieben sind. Neben der Feier der Eucharistie wurden auch die anderen Sakramente, die Feier des Stundengebets und der liturgische Kalender erneuert.
Näheres unter: Liturgiereform

### Römischer Ritus heute
Die Ausgabe des Römischen Messbuchs von 1970 wurde, nach einer zweiten Ausgabe von 1975 noch unter Paul VI., durch Papst Johannes Paul II. 2000 in dritter Fassung herausgegeben, aber nur geringfügig geändert. Es erschien 2002 in lateinischer Fassung (Missale Romanum). Diesem Missale sind neben den vier 1968 gefassten Hochgebeten die zwei Hochgebete zur Versöhnung von 1975 sowie im Anhang Hochgebete für Messen mit Kindern und vier Varianten für Hochgebete in Messfeiern in besonderen Anliegen (aus den ehemaligen sogenannten „Schweizer Hochgebeten“ hervorgegangen) beigefügt worden. Die Übersetzung dieser neuen Ausgabe des Messbuches in die verschiedenen Muttersprachen steht noch aus.
Im Apostolischen Schreiben Sacramentum Caritatis (2007) empfiehlt Papst Benedikt XVI. einen breiteren Gebrauch des Lateinischen in Messfeiern bei internationalen Veranstaltungen. Darüber hinaus sollen generell „die Gläubigen angeleitet werden, die allgemeinsten Gebete in Latein zu kennen und gewisse Teile der Liturgie im gregorianischen Stil zu singen.“
Im Jahr 1988 promulgierte Papst Johannes Paul II. eine eigene Variante des römischen Ritus für die Diözesen des damaligen Zaïre – den sogenannten Zaïrischen Messritus.
Neben der ordentlichen Form (forma ordinaria) des römischen Ritus, die mit den durch die Päpste Paul VI. und Johannes Paul II. promulgierten liturgischen Büchern in Latein und in lebenden Sprachen gefeiert wird, durften Priester und Priestervereinigungen unter bestimmten Bedingungen auch die Liturgie von 1962 – als außerordentliche Form (forma extraordinaria) des römischen Ritus – feiern (Tridentinische Messe). Mit dem Apostolischen Schreiben Summorum Pontificum (2007) wurde die Anwendung der forma extraordinaria der Verantwortung der Ortsbischöfe entzogen und der Päpstlichen Kommission Ecclesia Dei übertragen. Mit seinem Motu proprio Traditionis custodes (2021) machte Papst Franziskus die Bestimmungen aus Summorum Pontificum weitgehend rückgängig. Er erklärte darin: „Die von den heiligen Päpsten Paul VI. und Johannes Paul II. in Übereinstimmung mit den Dekreten des Zweiten Vatikanischen Konzils promulgierten liturgischen Bücher sind die einzige Ausdrucksform der lex orandi des Römischen Ritus.“ Er schränkte die Messfeier nach dem Missale Romanum von 1962, der bisherigen außerordentlichen Form, stark ein. Die zeitweilige Unterscheidung einer ordentlichen und einer außerordentlichen Form des Römischen Ritus bezeichnete der Liturgiewissenschaftler Martin Klöckener als  „Hilfskonstruktion [...], die es nie zuvor in der Geschichte der Liturgie gegeben hatte“. Die von Papst Benedikt XVI. eingeführten Bezeichnungen „ordentliche“ und  „außerordentliche Form des römischen Ritus“ gelten als durch Traditionis custodes abgeschafft.
In römisch-katholischen Pfarreien der drei Personalordinariate mit „Anglican Use“ findet stattdessen das Messbuch Divine Worship: The Missal von 2015 Verwendung.

## Aufbau der heiligen Messe in der Alt-Katholischen Kirche in Deutschland
Der Ablauf und die Gestalt der heiligen Messe (auch heiliges Amt oder heilige Eucharistie genannt), wie sie in der Alt-Katholischen Kirche in Deutschland ursprünglich gefeiert wurde, war bis in die 1980er-Jahre eine größtenteils getreue volkssprachliche Wiedergabe des römischen Ritus in seiner tridentinischen Form, bis durch eine Liturgiereform unter der Ägide des damaligen Vorsitzenden der Liturgischen Kommission, dem Dekan und nachmaligen Bischof Sigisbert Kraft, der Aufbau der alt-katholischen Eucharistiefeier der nachkonziliaren römisch-katholischen Liturgie angepasst wurde.
| Altarbuch 1959                                                 | Spezifika | Eucharistiebuch 1995/2006                                                                  | Spezifika |
| -------------------------------------------------------------- | --- | ------------------------------------------------------------------------------------------ | --- |
|                                                                | | Eröffnung                                                                                  | |
| Stufengebet                                                    | P tief verneigt, Kreuzzeichen, Altarkuss, Absolution Die Gemeinde kniet. |                                                                                            | |
| Einzugslied (Introitus)                                        | Die Gemeinde steht bis zur Predigt. | Introitus – Eröffnungsgesang                                                               | Psalm mit Kehrvers oder Eröffnungslied oder Kyrielitanei oder -lied Altarkuss; ggf. Inzens des Altares Die Gemeinde steht.                                     |
| Kyrie                                                          | ggf. Inzens des Altares | Kyrierufe                                                                                  | falls nicht schon zum Einzug zuvor: Begrüßung („Im Namen des Vaters“)                                                                                          |
| Gloria                                                         | nur an Sonntagen und Hochfesten; nicht im Advent und in der Fastenzeit; Kreuzzeichen zum Abschluss | Gloria oder Glorialied                                                                     | entfällt an Wochentagen, an Sonntagen im Advent und in der Fastenzeit                                                                                          |
| Kirchengebet                                                   | epistelseitig zuvor: Altarkuss und Gruß | Gebet des Tages                                                                            | vom Priestersitz aus |
|                                                                | | Wortgottesdienst                                                                           | Alle setzen sich. |
| Lesung (Epistel)                                               | ggf. durch Subdiakon | Erste Lesung                                                                               | in der Regel aus dem Alten Testament |
| Zwischengesang (Graduale)                                      | | Antwortpsalm                                                                               | |
| –                                                              | | Zweite Lesung                                                                              | in der Regel aus dem Neuen Testament |
| Halleluja bzw. Bußgesang (Tractus)                             | | Ruf vor dem Evangelium                                                                     | Alle erheben sich. |
| Evangelium                                                     | ggf. durch den Diakon kleines Kreuzzeichen ggf. Inzens; Kuss des Buches | Evangelium                                                                                 | kleines Kreuzzeichen, Kuss des Buches, ggf. Inzens |
| Predigt                                                        | Die Gemeinde sitzt. | Predigt oder eine andere Form der Verkündigung                                             | Die Gemeinde sitzt. |
| Glaubensbekenntnis (Nizänum)                                   | Kreuzzeichen zum Abschluss Credo nur sonntags | Glaubensbekenntnis                                                                         | Apostolicum oder Nizänum entfällt an Wochentagen Die Gemeinde steht.                                                                                           |
| (Fürbitten)                                                    | nur in der Zweiten Ordnung | Fürbitten                                                                                  | anschließend: Friedensgruß |
| Opferbereitung                                                 | | Mahl des Herrn                                                                             | |
| Gebet über die Gaben (Secreta)                                 | zuvor: ggf. Gabenprozession (Subdiakon/Diakon) Altarkuss, Gruß, Begleitgebete Erhebung des Brotes Vermischung des Weines mit Wasser Erhebung des Kelches ggf. Segnung weiterer Gaben ggf. Inzens (ohne Personeninzens) Händewaschung und Versikel | Bereitung der Gaben                                                                        | Mischung, Inzens, Händewaschung fakultativ; Gemeindelied, Stille oder Begleitgebete Versikel und/oder Gebet über die Gaben                                     |
| Dankgesang (Präfation)                                         | zuvor: Eingangsdialog | Eucharistiegebet mit Eingangsdialog, Präfation,                                            | Alle erheben sich. |
| Heilig                                                         | dreimaliges Schellenzeichen | Sanctus                                                                                    | |
| Darbringung und Weihe                                          | |                                                                                            | |
| (Canon Missae)                                                 | Kniebeuge vor und nach der Elevation der Hostie und des Kelches und nach Beendigung der Doxologie; insgesamt 22 Kreuzzeichen über die Gaben Die Gemeinde kniet auf ein Klingelzeichen hin.                                                        | Einsetzungsbericht, anamnetischer Akklamation, Epiklese, Doxologie (Großer Lobpreis), Amen | 1 Kreuzzeichen über die Gaben, Nachahmungsgesten (außer Brechung der Hostie) Alle am Altardienst Beteiligten machen nach Beendigung des Gebets eine Kniebeuge. |
| Opfermahl                                                      | |                                                                                            | |
| Brotbrechung und Einsenkung einer Hostienpartikel in den Kelch | Agnus Dei als Begleitgesang Die Gläubigen schlagen sich an die Brust. | Vater unser                                                                                | ohne Embolismus; kann auch dem Brotbrechen folgen |
| Vater unser                                                    | mit Embolismus | Friedensgruß                                                                               | falls nicht bereits zum Abschluss der Fürbitten Antwort: „Friede mit uns allen!“                                                                               |
| Friedensgruß                                                   | anschließend: Kommuniongebete Schellenzeichen – Die Gemeinde kniet. Versikel: „Herr, ich bin nicht würdig“ Die Gläubigen schlagen sich an die Brust.                                                                                              | Brotbrechen                                                                                | Agnus Dei oder ein anderer Brotbrechungsgesang oder Stille |
| Kommunion                                                      | zuerst Priester, dann Gläubige; währenddessen: Antiphon | Austeilung des Heiligen Mahles                                                             | zuvor: Einladungswort Kniebeuge des Priesters |
| Kelchkommunion des Priesters                                   | anschließend: Purifikation und Gebet nach der Kommunion | Danklied, Psalm oder Stille                                                                | Überbringung der Hostien in den Tabernakel und der Gefäße zur Kredenz                                                                                          |
| Dankgebet (Postcommunio)                                       | zuvor: Gruß | Gebet nach der Kommunion                                                                   | ggf. folgen Ankündigungen für die Gemeinde |
|                                                                | | Segen und Entlassung                                                                       | |
| Entlassungsruf                                                 | zuvor: Gruß | Vor dem Segen                                                                              | Gruß; vor dem bischöflichen Segen: Versikel |
| Segen                                                          | mit Kreuzzeichen über die Gemeinde. Die Gemeinde kniet. | Segensbitte                                                                                | anschließend: Entlassungsruf Altarkuss |

## Varianten
Es gibt einige Varianten des Römischen Ritus, unter anderem
- Altslawischer Ritus in Teilen Kroatiens, Dalmatiens und Bosniens
- Ambrosianischer Ritus in Teilen des Erzbistums Mailand und des Bistums Lugano
- Mozarabischer Ritus in einigen Orten in Spanien
- Ndzon-Melen-Ritus in Kamerun
- Zairischer Messritus in den Diözesen des damaligen Zaires
- Kartäuserritus im Kartäuserorden